# 爆音
爆音（ばくおん）とは、飛行機・自動車・オートバイ等の発動機の音、爆発・爆裂の音。
なお「迷惑な大きな音」（環境問題や社会問題）に関しては騒音の項を参照。

## 概要
爆音は、非常に大きな音の代表格である。一般に爆発は瞬間的に発生する体積の急激な膨張現象であるが、これに伴って発生する音が爆音とされる。特に爆轟のような膨張速度が音速を超えた場合の爆音は、より大きなエネルギーをもっている。
爆発は爆薬（火薬 / 火工品）などによって引き起こすことができるが、その一方で内燃機関の中では一定サイクルごとに発生している。通常この排気ガスは十分マフラーで減速され外部に排出されるが、この減速過程を経なかった排気ガスもまた爆音である。故に暴走族の整備不良車両の立てる音もマフラーを外している（または意図的にその機能を壊している）場合は爆音そのものである。
なお爆発は爆薬などの燃焼のほか、急速な相変化によっても発生する。例えば水蒸気爆発は水の液体から気体への相変化である。これは「固体・液体・気体」の三相に近代以降に追加されたプラズマ（高い熱エネルギーを持つ）への相変化によっても同様である。自然現象としての雷（落雷）は自然発生した電気のエネルギーで瞬間的に大気がプラズマ化させられるが、この相変化によっても急激な体積膨張が発生し、爆音（雷鳴）を轟かせる。
その一方、外部からエネルギーが与えられたり内部の化学エネルギーが燃焼によって放出される以外に、単純に圧力が掛かっている状態の気体が一気に開放される状態も爆発同様に大きな音を立てる。卑近な例としては自動車用タイヤのバーストや風船の破裂がこれに当たる。ボンベが破損した際も同様である。なお、ポン菓子と言う菓子は、加熱調理の過程で一挙に圧力を開放することで作られるが、この際にも爆音が伴う。

## 比喩としての爆音
単に大きな音は爆音と形容される。大口径のスピーカーなど高い音圧を発生させられる装置から出る音は、まさに爆音に等しい音圧を生むことができる。電車の通過音も極めて大きいため「爆音」と形容されることがあり、こういった環境騒音はしばしば「爆音」と評される。
ただしジェットエンジンの排気音は、実際問題として高温かつ高圧の排気ガスがエンジンから噴射された時点で急速に膨張しながら拡散するため、実質的に比喩ではない爆音である。同様に音速を突破したジェット機の発生させる衝撃波は機体前部で圧縮された空気が発生させる音でもあるため、これも実質的に爆音そのものである。
冗談やユーモアの範疇としては、放屁の音を「爆音」と表現する場合もある。爆発は瞬間的な現象で、音の放出も短時間であるため、突然噴出してそれなりの音を出す放屁を爆発になぞらえ、その音を爆音と表現するのである。ただし放屁音が大きな音圧をもつことを意味する訳ではない。